# Corona del Portogallo

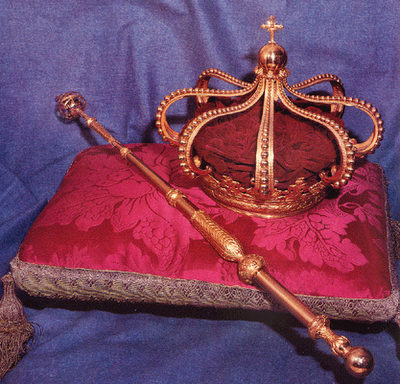
La Corona di João VI

La Corona del Portogallo fu il simbolo reale principale della monarchia portoghese. 
La tradizione monarchica portoghese ha una particolare caratteristica, ovvero dal 1640 al 1910 (anno della proclamazione della Repubblica) non vi furono mai vere e proprie cerimonie d'incoronazione sul suolo del Portogallo. Tale atto veniva sostituito da una cerimonia chiamata Acclamazione (in portoghese: Aclamação do Rei de Portugal), nel corso della quale il re riceveva gli omaggi di Stato senza indossare la corona che gli era posata accanto. Questa tradizione ebbe inizio nel 1640 con la restaurazione dell'indipendenza portoghese: il re Giovanni IV del Portogallo depositò la propria corona ai piedi dell'immagine della Madonna nominandola "Regina del Portogallo". 
Ad ogni modo, nell'Ottocento, si rese necessario creare una corona di Stato che desse anche al Portogallo un segno distintivo della monarchia nel Paese. La corona venne assemblata a Rio de Janeiro, in Brasile (all'epoca colonia portoghese), nel 1817 con foggia imperiale ribassata, in oro e rivestita all'interno di velluto rosso. Essa fu realizzata dal gioielliere Antonio Gomes da Silva e venne utilizzata per la cerimonia di acclamazione di Giovanni VI del Portogallo. 
Attualmente la corona, insieme agli altri oggetti preziosi in uso ai re e regine del Portogallo, sono esposti nel Palácio Nacional da Ajuda di Lisbona.